# Mário César Filho
Mário César Rodrigues Balduíno (Parnamirim, 29 de fevereiro de 1988), mais conhecido como Mário César Filho, é um jornalista e político brasileiro filiado ao União Brasil (UNIÃO). Tornou-se conhecido ao apresentar o programa Alô Cidade, da TV A Crítica. Em 2022, Mário foi eleito deputado estadual do Amazonas.

## Biografia
Mário César Rodrigues Balduíno nasceu em Parnamirim, cidade do interior do estado do Rio Grande do Norte no ano de 1988. Durante três anos, Mário apresentou o programa Alô Cidade da TV A Crítica, jornalístico na qual o atual governador do Amazonas, Wilson Lima, também apresentou.

## Trejetória política
Nas eleições de 2012, Mário foi candidato ao cargo de vereador da cidade de Parnamirim pelo PCdoB. Com 100% das urnas eletrônicas apuradas, ele recebeu 362 votos ou 0,44% dos votos válidos.
Em 2 de outubro de 2022, Mário César Filho foi eleito deputado estadual do Amazonas. Com as urnas eletrônicas apuradas, ele recebeu 22.309 votos ou 1,13% dos votos válidos, sendo o 27º candidato com maior número de votos do Amazonas.

### Desempenho em eleições
| Ano  | Eleição                 | Partido | Candidato a       | Votos  | %    | Resultado  | Observações         | Ref.  |
| ---- | ----------------------- | ------- | ----------------- | ------ | ---- | ---------- | ------------------- | ----- |
| 2012 | Municipal em Parnamirim | PCdoB   | Vereador          | 362    | 0,44 | Não eleito | Ficou em 57º lugar  | [ 5 ] |
| 2022 | Estadual no Amazonas    | UNIÃO   | Deputado estadual | 22.309 | 1,13 | Eleito     | Eleito em 27º lugar | [ 6 ] |